# Damon Wild
Damon Wild, de son vrai nom Damon Wilber et né en 1969 à La Nouvelle-Orléans, est un DJ et producteur américain de musique électronique qui a commencé sa carrière en 1991. Il est un des principaux représentants de la scène acid techno et techno américaine,. Damon Wild possède ses propres labels nommés Synewave et Geometric.

## Pseudonymes
- Border Patrol
- Mistaken Identity
- Nitevision
- Psyodomy
- Sonic Assault
- Syquest

## Groupes
- Acid Masters
- Aurabora
- Blue Maxx
- C D C Crew
- Chapter 1
- Dr. Jekyl & Mr. Hyde
- Equinox
- Gangsters Of Techno
- In-World Journey
- Lazer Worshippers
- Morgan Wild
- Morgan Wild Project
- Morph
- N₂O
- Parallax
- Peace Of Mind
- The Pump Panel
- The Rising Sons
- Sulfurex
- Toxic Two
- Underground In Motion
- Voyager 8
- XP